# Rio Benedito
Pour les articles homonymes, voir Benedito.

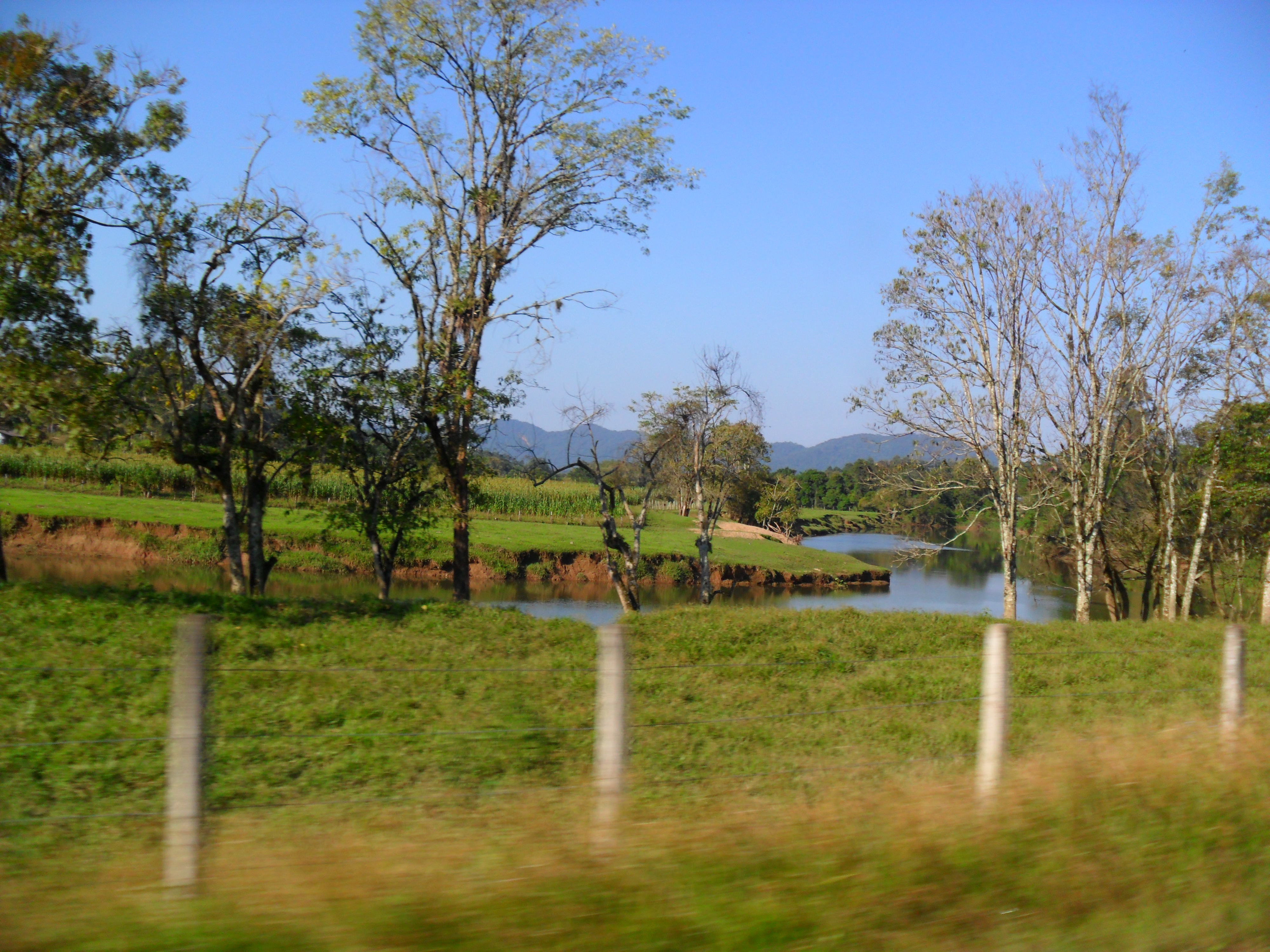
Le rio Benedito prés de la ville de Timbó

Le rio Benedito est une rivière brésilienne du nord de l'État de Santa Catarina.
Il s'écoule du nord-ouest vers le sud-est jusqu'à se jeter dans le rio Itajaí-Açu, à hauteur de la ville d'Indaial.